# František Karel Studnička
František Karel Studnička (25. listopadu 1870 Praha – 2. srpna 1955 Praha) byl český histolog a embryolog. V letech 1934 a 1953 byl navržen na udělení Nobelovy ceny za fyziologii a lékařství.

## Život
Jeho otcem byl František Josef Studnička (1836–1903), matematik, vysokoškolský profesor, ve školním roce 1888/1889 rektor Univerzity Karlovy. F. K. Studnička vystudoval Lékařskou fakultu Univerzity Karlovy (1889-1895).  V roce 1900 se na Univerzitě Karlově (tehdy Karlo-Ferdinandově univerzitě)  v Praze stal docentem histologie a mikroskopické anatomie. V roce 1902 habilitoval na vysoké škole technické v Brně (tehdy C. k. česká technická vysoká škola Františka Josefa v Brně) z oboru obecné zoologie a srovnávací anatomie; v roce 1909 pak byl na téže škole jmenován mimořádným profesorem. Od roku 1919 byl řádným profesorem na Lékařské fakultě Masarykově univerzitě v Brně, kde byl i vedoucím ústavu histologicko-embryologického. V letech 1926 až 1935 byl předsedou Československé biologické společnosti. Od roku 1934 pracoval na Lékařské fakultě Univerzity Karlovy.
Od roku 1935 byl členem České akademie věd a umění, od roku 1953 pak členem Československé akademie věd. V roce 1955 byl oceněn Řádem republiky a v roce 1956 byl in memoriam oceněn Medailí J. E. Purkyně.

## Dílo (výběr)
- Die Parietalorgane. Jena: Gustav Fischer, 1905
- Nauka o buňce a plasmatu: dějiny a dnešní stav. R. Promberger, 1908
- Histologie lidského pupec̆ního provazce. Česká akademie vĕd a umĕní, 1940
- L’exoplasma (rapport synthetique), Acta anat., t. 13, p. 403, 1951
- Úvod do plasmatologie (bioplasmatiky). Pr̆írodovĕdecké vydavatelství, 1952, za knihu udělena státní cena[3]
- Histologie a mikroskopicka anatomie,  Praha, 1953 (spoluautor: J. Wolf)